# Archtop

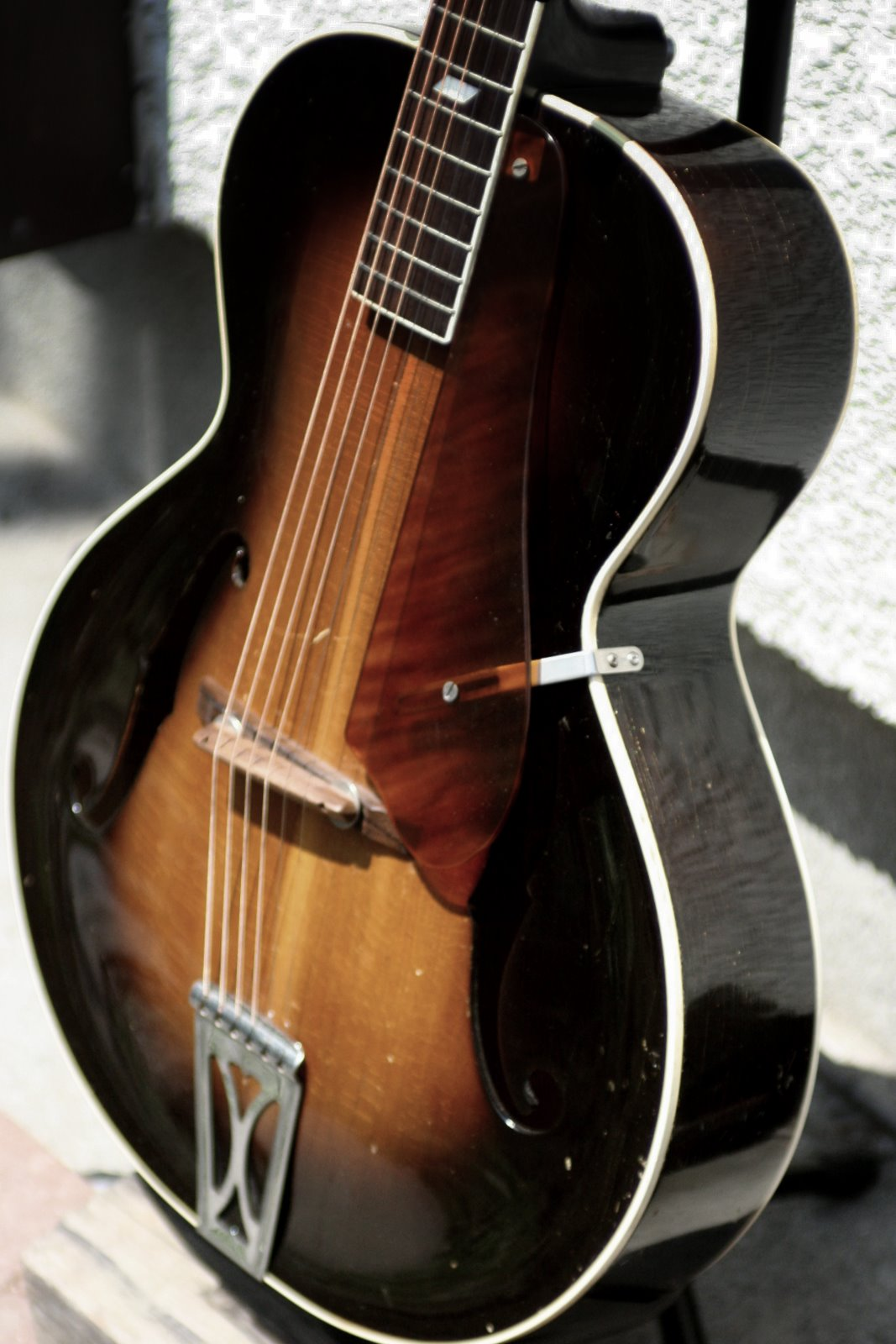
Der Korpus einer Archtop-Gitarre der Firma Epiphone aus dem Jahr 1945

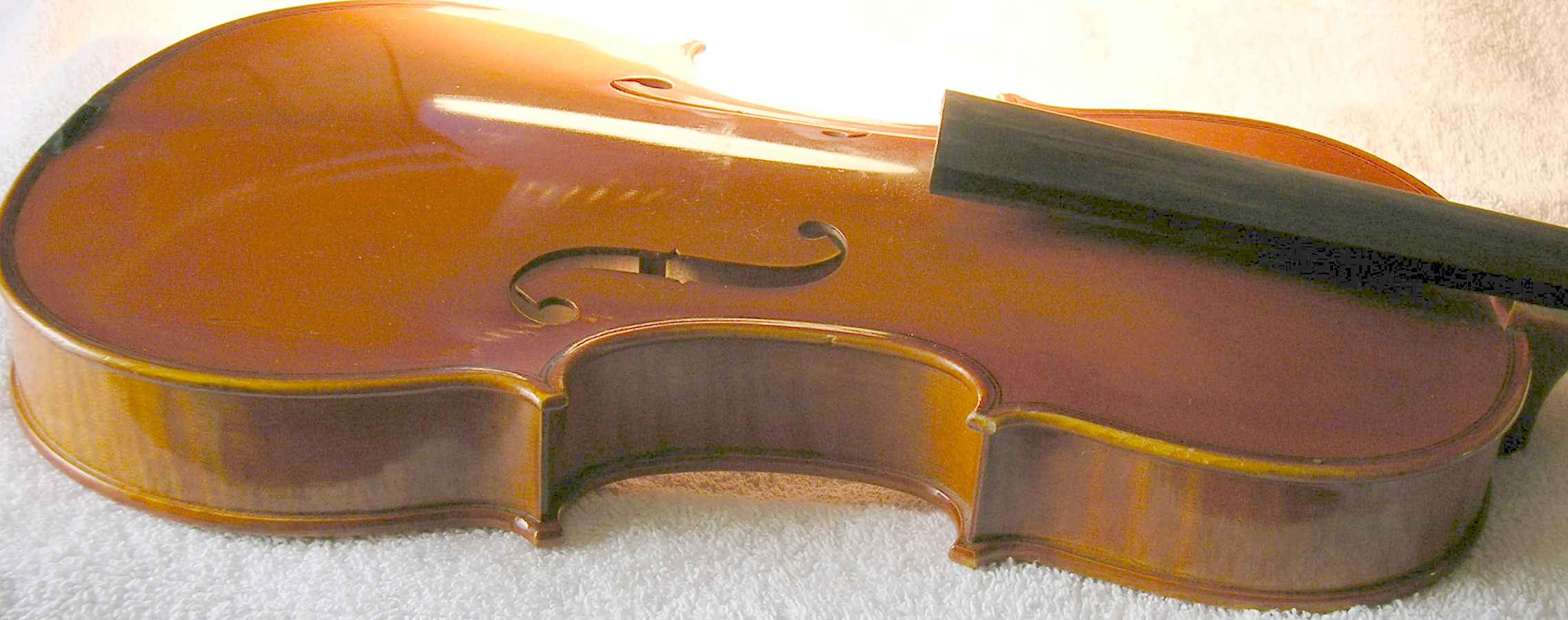
Der Korpus einer Violine mit geschnitzter und gewölbter Decke

Archtop (auch Arched Top; englisch für „gewölbte Decke“) ist ein Fachbegriff aus dem Musikinstrumentenbau für eine spezielle Konstruktionsform von Gitarren und Mandolinen. Er bezeichnet zum einen die nach verschiedenen Methoden hergestellten, nach außen gewölbten Decken der Instrumente, zum anderen als Gattungsbegriff diese Instrumente selbst. Diese Konstruktionsform wurde gegen Ende des 19. Jahrhunderts aus dem Geigenbau übernommen. Archtop-Gitarren werden umgangssprachlich häufig auch als „Jazzgitarren“ bezeichnet; im deutschsprachigen Raum ist dafür auch die Bezeichnung „Schlaggitarre“ geläufig, wobei auch Instrumente des 17. Jahrhunderts, die (wie auch andere Lauteninstrumente) mit einem Plektrum gespielt wurden als Schlaggitarre bezeichnet werden.

## Geschichte
Das Archtop-Bauprinzip für Saiteninstrumente geht auf eine Entwicklung von Geigenbaumeistern des 16. und 17. Jahrhunderts zurück. Diese schnitzten die Korpusbauteile Decke, Boden und Zargen aus massiven Hölzern; für die Decken wurde zumeist Fichtenholz, für Zargen und Böden Ahornholz verwendet.

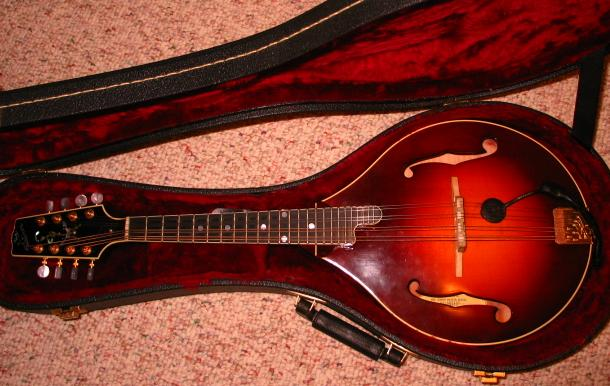
Gibson Archtop-Mandoline

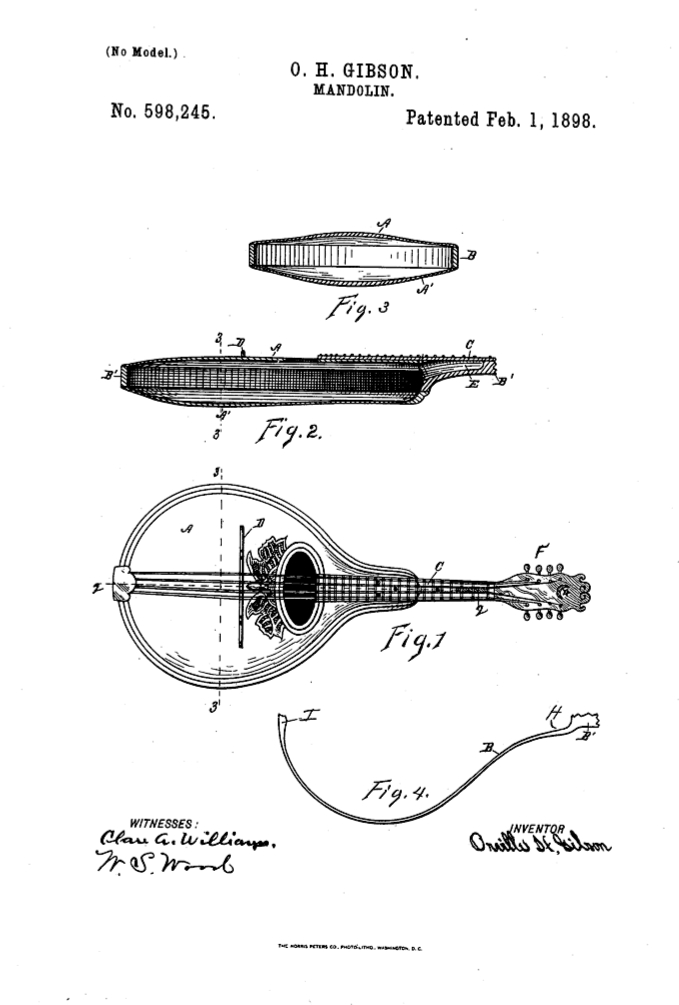
US-Patentzeichnung für Gibson Archtop-Mandoline

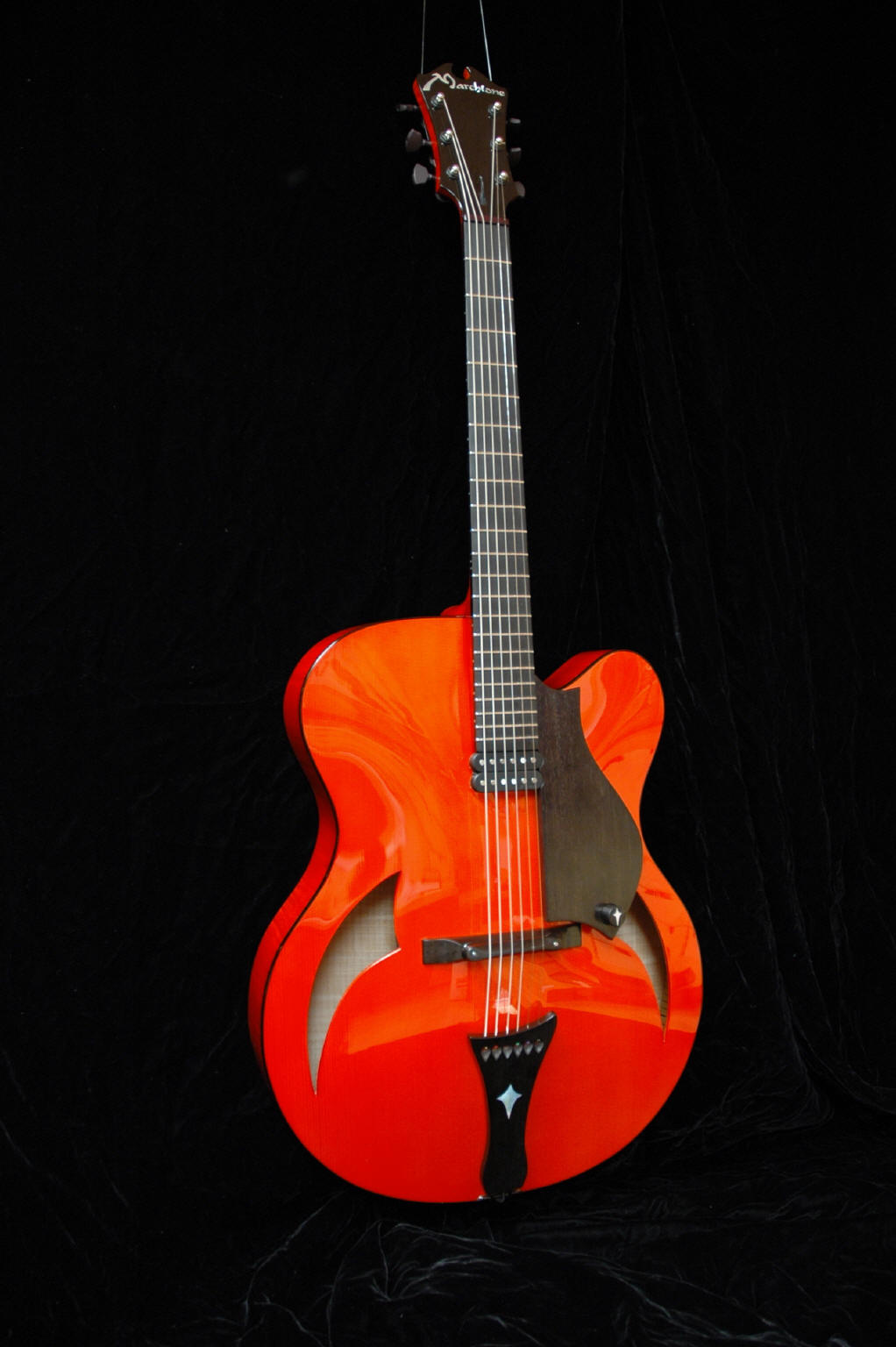
Moderne Archtop-Gitarre des Gitarrenbauers Marchione

Die Entwicklung von Archtop-Gitarren und -Mandolinen wird dem US-amerikanischen Instrumentenbauer Orville H. Gibson (1856–1918) zugeschrieben, Namensgeber für den Musikinstrumenten-Hersteller Gibson Guitar Corporation. In den 1890er-Jahren übertrug Gibson in seiner Werkstatt in Kalamazoo, Michigan, erstmals die Konstruktionsformen aus dem traditionellen Geigenbau auf Mandolinen und akustische Gitarren. Gibson beabsichtigte damit, den Klang der Instrumente zu verbessern und deren Lautstärke zu steigern. Die ersten Archtop-Musikinstrumente von Gibson hatten in der Regel ein rundes oder elliptisch geformtes Schallloch, das kurz vor dem Ende des Griffbretts mittig in der gewölbten Decke platziert war. Am 1. Februar 1898 wurde Orville Gibson ein US-Patent für diese Konstruktionsform erteilt.
Um die Schwingungseigenschaften der Decke und damit den Klang der Instrumente nicht zu behindern, erhielten diese ab dem Jahr 1908 ein an die Zarge geklemmtes, frei über der Decke schwebendes Schlagbrett (Pickguard) und einen ebenfalls nur an der Zarge befestigten Saitenhalter.
Die Konstruktion von Archtop-Instrumenten in der Firma Gibson wurde bedeutend weiterentwickelt, als im Jahr 1919 der Mandolinen-Virtuose, Komponist und Geigenbauer Lloyd Loar als leitender Ingenieur dem Unternehmen beitrat. Bis 1923 hatte er eine Reihe von Archtop-Mandolinen- und -Gitarrenmodellen entwickelt, die mehr als zuvor an den Geigenbau angelehnt waren. Auffälligstes Merkmal von Loars Entwicklungsarbeit sind die in die Decke eingearbeiteten Schalllöcher in f-Form; ein Design-Element das typisch für Archtop-Instrumente werden sollte. Das Flaggschiff von Lloyd Loars Modellreihe war die Gitarre Gibson L-5; ein Instrument, das in späteren Jahren oft als typischstes Archtop-Gitarrenmodell angesehen wurde. Andere Hersteller wie Epiphone und C.F. Martin übernahmen seit den 1930er-Jahren mit unterschiedlichem wirtschaftlichen Erfolg die von Gibson eingeführten Konstruktionsmerkmale.
Die erste industriell in Serie hergestellte E-Gitarre war das Archtop-Modell Gibson ES-150. Bei diesem 1936 erstmals vorgestellten Modell, das äußerlich den bis dahin bekannten akustischen Archtop-Gitarren gleicht, war erstmals ein elektromagnetischer Tonabnehmer zusammen mit Reglerknöpfen direkt an die gewölbte Decke montiert. In den folgenden Jahren entwickelte Gibson etliche weitere Archtop-Gitarren in seiner ES-(Electro-Spanish)-Reihe, wie zum Beispiel die Modelle ES-175 und Byrdland.
Weitere Entwicklung erfuhr die Archtop-Gitarre im späten 20. Jahrhundert, als Gitarrenbauer wie D’Aquisto begannen, die traditionellen Bauformen des Instruments abzuwandeln. Die gewölbte Decke wurde mit anderen grundlegenden Konstruktionsmerkmalen beibehalten, jedoch experimentierten diese Hersteller mit anderen Korpus- und Cutaway-formen, mit der Form und Position der Schalllöcher sowie mit alternativen Formen der elektrischen Verstärkung.

## Die Herstellung von gewölbten Decken und Böden
Die Herstellung von Instrumentendecken und -böden aus dem Werkstoff Holz erfordert umfangreiche Kenntnisse und Fertigkeiten auf dem Fachgebiet des Tischlerhandwerks. Für die Herstellung gewölbter Decken und Böden aus Holz für Archtop-Instrumente existieren zwei Verfahren, die sich wesentlich in Fertigungsaufwand und -anspruch unterscheiden:

### Herstellung aus Massivholz

Ein keilförmiges Segment aus einem Baumstamm. Die Proportionen des Keils auf der Abbildung entsprechen nicht den bei der Fertigung von Archtop-Instrumenten gebräuchlichen Proportionen

Bei der traditionellen handwerklichen Herstellungsmethode werden Decke und Boden aus massivem, gewachsenem Holz herausgearbeitet. Als Grundlage für diese Instrumentenbauteile dient ein ausreichend dicker, möglichst gerade und gleichmäßig gewachsener Baumstamm (meist Fichte oder Ahorn). Dieser wird zunächst entrindet und in etwa 50 Zentimeter lange Einzelstücke zersägt. Die Einzelstücke des Baumstamms werden daraufhin der Länge nach in schmale, gleich große keilförmige Segmente aufgespalten. Nachdem diese Holzkeile für längere Zeit zum Trocknen an der Luft gelagert worden sind, werden jeweils zwei Keile mit möglichst ähnlicher Maserung an ihren begradigten Schmalseiten zusammengeleimt (engl.: bookmatched). Das so entstandene, im Umriss rechteckige Werkstück hat im Profil die Form eines stumpfwinkligen, gleichschenkligen Dreiecks. Die obere Kante der zusammengesetzten Keile markiert die vertikale Mittellinie der späteren Instrumentendecke beziehungsweise des Bodens vom unteren Rand des Korpus bis zum Halsansatz. Dieses flache Werkstück wird in die Form des Korpus-Umrisses des zu bauenden Musikinstruments gesägt. Darauf folgt der komplexeste Arbeitsgang, das Ausarbeiten der eigentlichen Wölbung. Dies geschieht durch gleichmäßiges Schnitzen und Hobeln des Werkstücks von Hand oder mittels Fräsmaschinen, die in modernen Unternehmen computergesteuert sind (CNC-Maschinen). Aufgrund des hohen Herstellungs- und Materialaufwandes gehören Archtop-Instrumente mit Decke und Boden aus massivem Holz zu den hochwertigsten und daher auch teuersten ihrer Art. Ein Beispiel für eine derart hergestellte Archtop-Gitarre ist die 1934 vorgestellte Gibson Super 400.

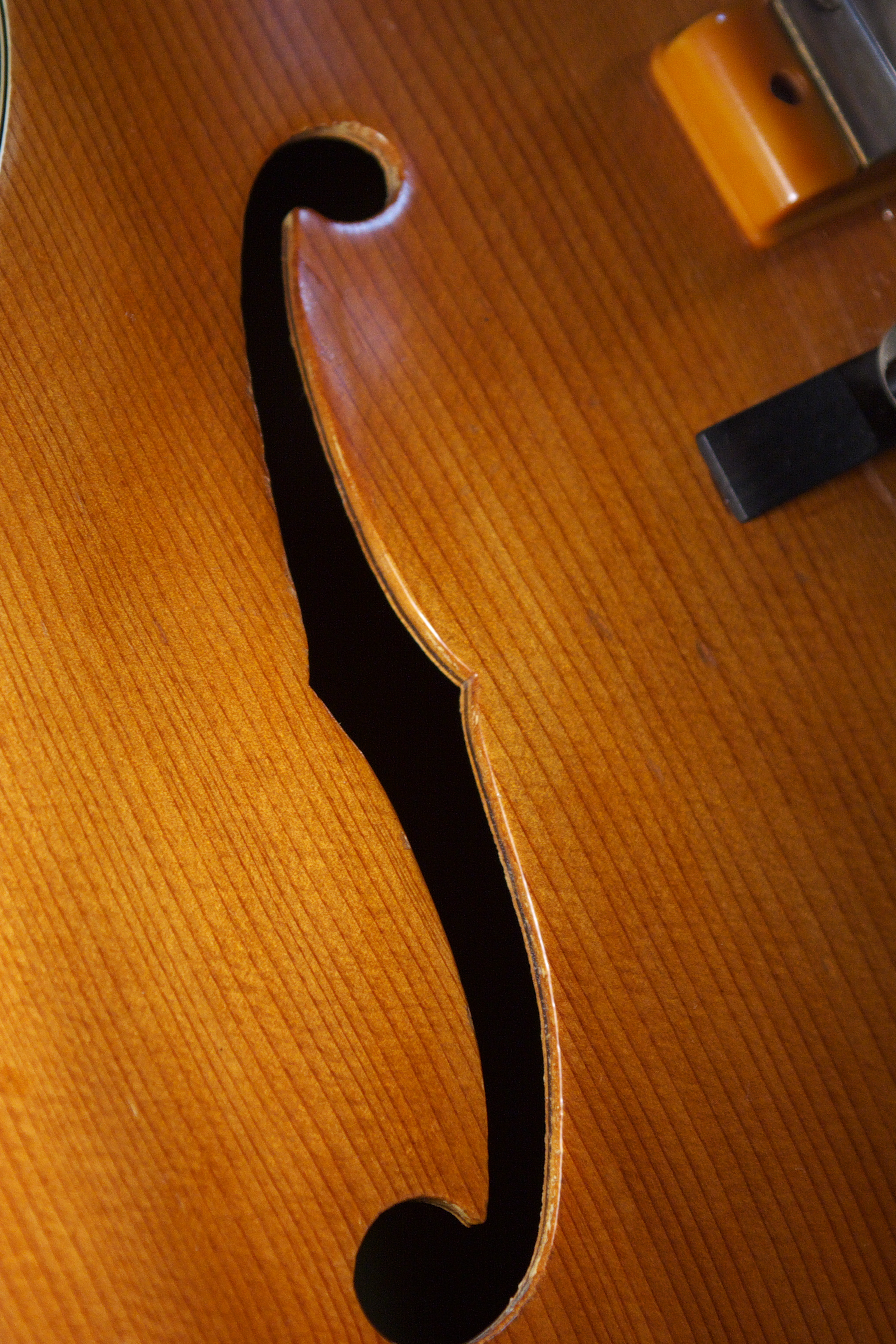
Eine Archtop-Decke aus Fichten-Sperrholz mit Schallloch in f-Form

### Herstellung aus Sperrholz
Eine jüngere Methode als das Schnitzen oder Fräsen aus dem vollen Holz ist das maschinelle Pressen von dünnen Holzplatten in die gewölbte Form. Zunächst verwendeten Gitarrenbauer dafür Massivholzplatten; ein schwieriges Verfahren, da stets die Gefahr besteht, dass es im Holz zur Bildung von Rissen kommt. Daher fand diese Methode kaum Verbreitung. Etwa seit Ende der 1940er-Jahre wird für das Pressen von Archtop-Bauteilen statt Massivholz meist Sperrholz verwendet, ein Laminat aus drei bis fünf dünnen Holzlagen. Das Risiko der Rissbildung während der Herstellung und der Materialverbrauch wurden dadurch minimiert, so dass Musikinstrumente mit derart angefertigten Bauteilen deutlich günstiger angeboten werden können als Instrumente mit Massivholz-Teilen. Eines der ersten Gitarrenmodelle mit gewölbter Sperrholz-Decke und -Boden, das weite Verbreitung fand, ist die 1948 eingeführte Archtop-E-Gitarre Gibson ES-175.

## Archtop-Instrumentenhersteller
Bedeutende Hersteller von Archtop-Instrumenten sind die US-Firma Gibson (Mandolinen, Akustikgitarren und E-Gitarren) sowie (nur Gitarren) die US-Firmen Epiphone, Stromberg, D’Angelico, Gretsch und Guild. In Deutschland zählen die Unternehmen Höfner, Hoyer, Framus, Alosa und Roger zu den bekanntesten, ein prominenter Hersteller aus Asien ist die Firma Ibanez. Darüber hinaus gibt es eine Vielzahl von Herstellern, die Archtop-Musikinstrumente in kleinen Firmen oder als selbstständige Gitarrenbauer produzieren; solche Instrumente kommen meist nur in Kleinstauflage in den Handel oder werden als Einzelstücke angefertigt.